# Historic Filipinotown
Historic Filipinotown, aussi connue sous les noms de Hi-Fi ou P-Town dans le langage familier, est un quartier de Los Angeles, en Californie. Situé entre Westlake et Echo Park, le quartier est plus précisément bordé par la U.S. Route 101 au nord, par Beverly Boulevard au sud, Hoover Street à l'ouest, et Glendale Boulevard à l'est.